# Archohelia rediviva
Espèce
Archohelia rediviva est une espèce de coraux appartenant à la famille des Oculinidae. Selon WoRMS, cette espèce n'est pas valide et correspond à Petrophyllia rediviva Wells & Alderslade, 1979.